# Lukaskirche (Belke-Steinbeck)

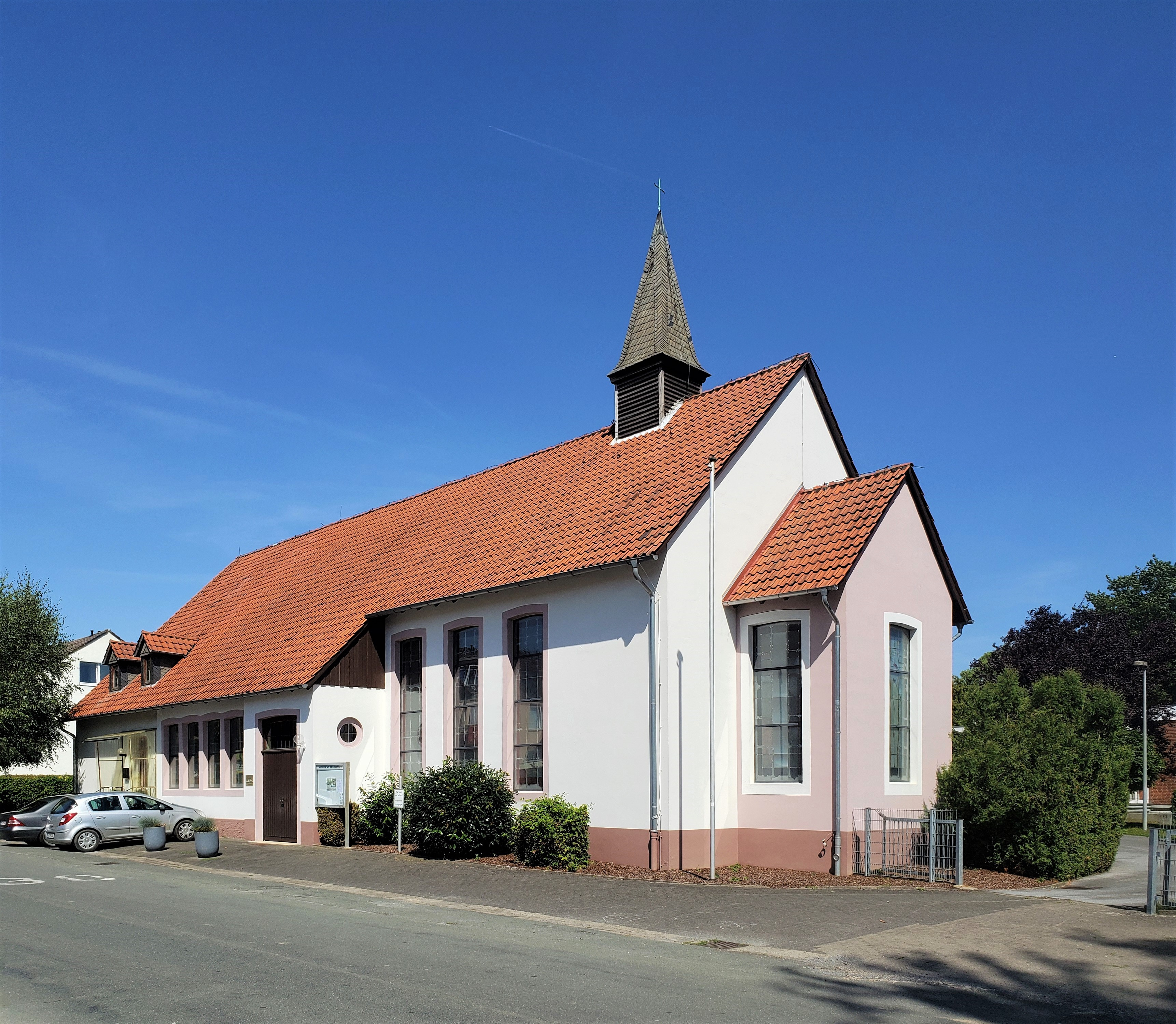
Lukaskirche, Belke-Steinbeck

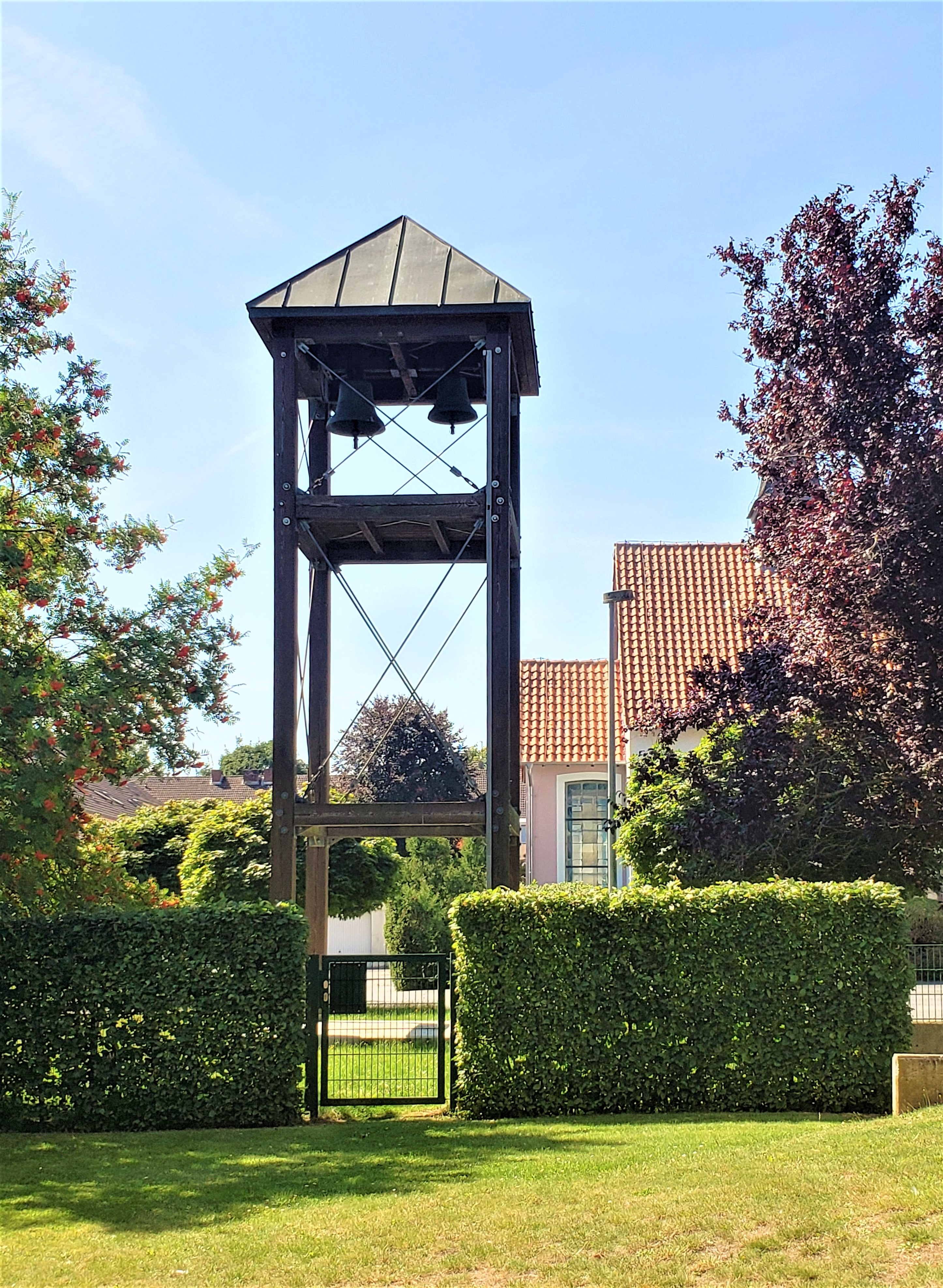
Glockenturm der Lukaskirche, Belke Steinbeck

Die Lukaskirche ist eine von vier Kirchen der Evangelisch-lutherischen Kirchengemeinde Enger. Sie steht im Ortsteil Belke-Steinbeck der ostwestfälischen Stadt Enger. Die Kirche befindet sich an der Kaiserstraße 130. Neben der Kirche befindet sich an der Kaiserstraße 120 das Pastorat. Die Lukaskirche ist die Kirche für den Gemeindebezirk „Steinbeck, Besenkamp, Herringer Holz“.
Pfarrerin im Jahr 2022 war bis zum 1. August Almut Braun.